# The Password Game
The Password Game es un videojuego de navegador de lógica de 2023 desarrollado por Neal Agarwal. El juego consiste en crear una contraseña que sigue reglas cada vez más inusuales y complicadas. Basado en la experiencia de Agarwal con las políticas de contraseñas, el juego se desarrolló durante dos meses. Después de su lanzamiento en junio, The Password Game se hizo popular en línea y fue reconocido en los medios por lo absurdo del juego y los comentarios sobre la experiencia del usuario al generar una contraseña.

## Modo de juego
The Password Game es un videojuego de lógica basado en la web. El jugador tiene la tarea de escribir una contraseña en un cuadro de entrada. El juego tiene un total de 35 reglas numeradas que debe seguir la contraseña. A medida que el jugador cambia la contraseña para cumplir con la primera regla, aparece una segunda, y así sucesivamente. Aunque los requisitos iniciales incluyen establecer un mínimo de caracteres o incluir números, letras mayúsculas o caracteres especiales, las reglas se vuelven cada vez más inusuales y complejas. Estos pueden implicar la gestión del producto de números romanos en la cadena; agregar el nombre del país que los jugadores deben adivinar a partir de imágenes aleatorias de Google Street View (como referencia a GeoGuessr); insertando la respuesta de Wordle del día o el emoji que representa la fase lunar en este momento; escribir la mejor jugada en una posición de ajedrez generada usando notación algebraica; insertar la URL de un video de YouTube de una duración generada aleatoriamente; y ajustando negritas, cursivas, tipos y tamaños de fuente. Debido a dos de las reglas, se requiere que el jugador inserte un emoji de huevo (llamado Paul por las reglas) y, cuando se convierta en un emoji de pollo, escriba emojis de oruga para alimentarlo durante todo el juego. Si se muere de hambre, el jugador lo sobrealimenta o se elimina el emoji de Paul y se pone un emoji de tumba, el juego termina y muestra una pantalla de muerte similar a los juegos de Dark Souls.
Por cada regla adicional, el jugador debe seguir todas las anteriores para progresar; por lo tanto, algunos requisitos pueden entrar en conflicto entre sí. Cuando se cumplen las 35 reglas, el jugador confirma que es la contraseña final y luego tiene dos minutos para volver a escribir la contraseña. A menos que el jugador concluya la tarea y gane, el juego termina.

## Desarrollo y lanzamiento
| Neal Agarwal | Twitter |
| @nealagarwal |         |

             hay reglas en este juego que aseguran que nunca veré las puertas del cielo
         

        27 de junio de 2023

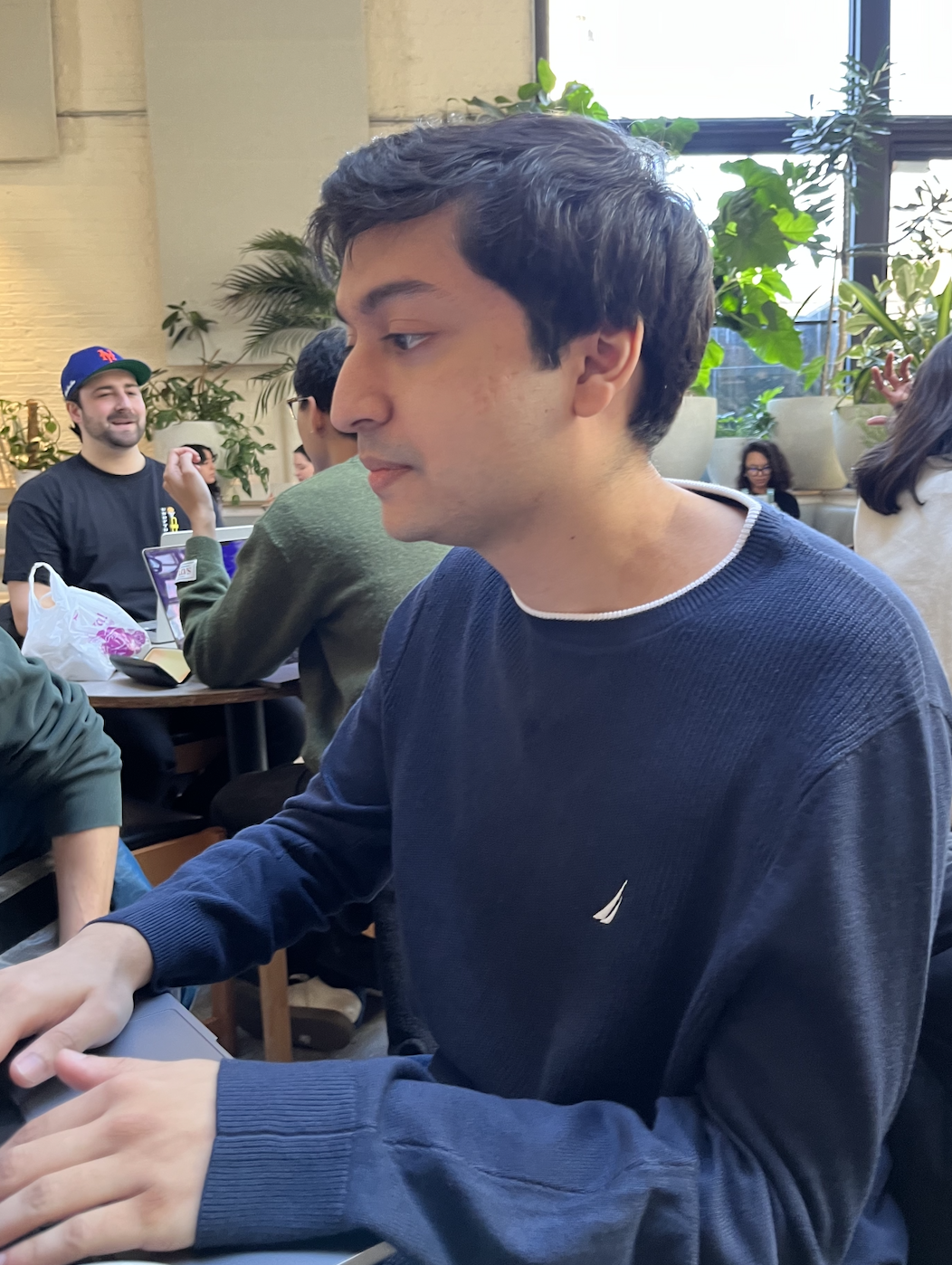
Neal Agarwal desarrollando otro de sus juegos, Infinite Craft.

The Password Game fue desarrollado por Neal Agarwal, quien publica sus juegos en su sitio web, neal.fun. Agarwal había conceptualizado la idea del juego como una parodia de las políticas de contraseñas a medida que se volvían «más raras». Según Agarwal, «el colmo» que le hizo empezar a trabajar en el juego pudo haber sido cuando intentaba crear una cuenta en un servicio y le dijeron que su contraseña era demasiado larga. «¿Al parecer, es posible que una contraseña sea demasiado segura?». El desarrollo comenzó a fines de abril de 2023 y tomó dos meses. Agarwal mencionó que implementar expresiones regulares (operaciones de «buscar» en cadenas) fue difícil, especialmente debido a las características del editor de texto del juego que aparecen a medida que el jugador avanza, como poner el texto en negrita o cursiva. Se le sugirieron algunos de los requisitos de contraseña del juego en Twitter. Antes del lanzamiento, Agarwal no estaba seguro de si era posible ganar el juego; lo intentó sin éxito varias veces. El juego fue lanzado en su sitio web el 27 de junio.

## Recepción
The Password Game se volvió viral en línea poco después de su lanzamiento. Después de un día, el tuit que anunciaba el juego fue retuiteado durante 11 mil veces y, según el desarrollador, el juego recibió más de un millón de visitas. El tuit recibió múltiples comentarios sobre los números máximos de reglas que las personas alcanzaron en el juego. Según lo informado por Engadget, las menciones de Twitter de Agarwal estaban «llenas de personas que lo maldecían por crear» el juego, aunque otros lo lograron para sorpresa del desarrollador.
Muchos críticos han contrastado la normalidad y la simplicidad de las reglas de contraseña iniciales del juego con lo absurdo de las siguientes. La decimosexta regla del juego, que consiste en encontrar la jugada de ajedrez óptima en una determinada posición, fue considerada por PCGamesN como el requisito que podría hacer que la mayoría de los jugadores se rindieran; otros revisores experimentaron esto. Si bien TechRadar y The Indian Express consideraron que The Password Game era una buena manera de matar el tiempo, PC Gamer lo llamó «el juego de navegador más malvado que existe». El juego fue considerado por PCGamesN como posiblemente «una de las experiencias más ingeniosas del año». Polygon lo describió como una «comedia ambientada en una interfaz de usuario» que incorpora muchos secretos detrás de su aparente simplicidad. Rock, Paper, Shotgun describió la experiencia como un ciclo de divertirse con una nueva regla, pasar tiempo implementándola y sentirse satisfecho. PCWorld lo consideró como un recordatorio de la utilidad de los administradores de contraseñas, aunque TechRadar consideró que estaba desactualizado debido a las herramientas que «se encargan de la tarea», como los  generadores y administradores de contraseñas.